# مارکرسدورف
مارکرسدورف (به آلمانی: Markersdorf) یک شهر در آلمان است که در گورلیتس واقع شده‌است. مارکرسدورف ۴٬۲۹۶ نفر جمعیت دارد.

## خواهرخوانده
شهر ارلیگهایم خواهرخواندهٔ مارکرسدورف هست.